# Robert Rieder

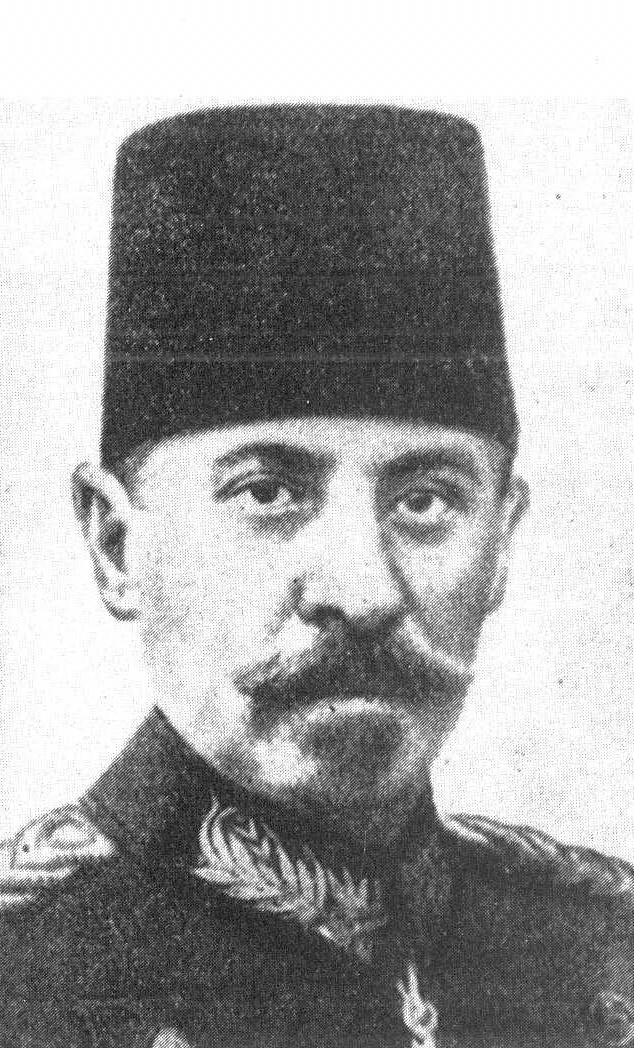
Robert Rieder Pascha, um 1908

Robert Rieder, seit etwa 1900 auch Robert Rieder Pascha genannt (* 28. Dezember 1861 auf dem Rittergut Emserhof bei Breitenbach, Hessen-Nassau; † 24. August 1913 in Marienbad, Königreich Böhmen), war ein deutscher Chirurg und Hochschullehrer. Er reformierte die Medizinerausbildung und die Militärmedizin in der Türkei. Zudem führte er im Osmanischen Reich und damit in der Türkei die Pflege- und medizinischen Assistenzberufe ein.

## Leben
Rieder studierte Medizin zunächst an der Julius-Maximilians-Universität Würzburg. 1882 wurde er im Corps Rhenania Würzburg aktiv. Als Inaktiver wechselte er an die Friedrich-Alexander-Universität Erlangen und die Universität Leipzig. Nach der in Würzburg 1886 mit einer Arbeit Über Temperatursteigerungen bei subcutanen Fracturen erfolgten Promotion zum Dr. med. wurde er zum Medizinrat ernannt, arbeitete für kurze Zeit in der Pathologisch-anatomischen Abteilung bei Carl Weigert in Frankfurt am Main und anschließend als Sekundärarzt bei Max Schede im Allgemeinen Krankenhaus Hamburg-Eppendorf, wo er während der Choleraepidemie von 1892 chirurgisch tätig war. 1895 arbeitete er an der Medizinischen Fakultät der Rheinischen Friedrich-Wilhelms-Universität Bonn und habilitierte sich dort im selben Jahr, woraufhin er zum Privatdozenten der Chirurgie ernannt wurde, dann Professor und Oberarzt der Bonner chirurgischen Klinik wurde. Der Preußische Minister der geistlichen, Unterrichts- und Medizinalangelegenheiten hatte ihn am 9. Mai 1898 zum außerordentlichen Professor ernannt.
Nachdem der osmanische Sultan Abdulhamid während eines Besuchs des deutschen Kaisers Wilhelm II. diesen um Unterstützung bei Reformen im Bereich der Medizin gebeten hatte, kam es im Mai 1898 in Berlin zu einem Vertrag mit Rieder, dem ehemaligen Schulfreund des Kaisers. Im Juni 1898 folgte Rieder, begleitet von seinem Privatassistenten Blas, der zuvor schon jahrelang in der Türkei gearbeitet hatte, einer Einladung der türkischen Regierung nach Konstantinopel. Als Inspekteur sollte er die Kaiserliche Militärmedizinschule reorganisieren, den Bau der neuen Medizinschule überwachen und den medizinischen Unterricht reformieren. Ende 1898 unterzeichnete er in Berlin einen dementsprechenden Vertrag und wurde Oberster Medizinalrat (Gülhane Hastenesi Müdürü ve Mekâtib-i Tıbbiye-i Şâhane Müffettişi) der Medizinischen Fakultät. 
Seine Erfahrungen und Einschätzungen, insbesondere der türkischen Militärmedizin, hatte Rieder 1898 in vier Berichten an die Militärschulen-Kommandatur zusammengefasst und erörterte diese 1903 in seiner Schrift Für die Türkei. In den vier Berichten formulierte er die seiner Meinung nach erforderlichen Reformschritte, die sich aus seinen Untersuchungen und Forschungen ergaben. Der erste Bericht (9. Juni) befasst sich mit der Gestaltung eines modernen Krankenhauses, der zweite (30. Juli), die Bedeutung einer Militärmedizinischen Schule bei der osmanischen Armee behandelnd, mit der von Türken früher erfolgreich geübten, aber in Vergessenheit geratenen Krankenpflege, der dritte (5. August) enthält Vorschläge zur Verbesserung der medizinischen Ausbildung und der vierte (20. August) befasst sich mit der Errichtung eines modernen Lehr- und Studienkrankenhauses.
Rieder gründete die am 30. Dezember 1898 feierlich eröffnete Militärmedizinische Akademie Gülhane (Gülhane Seririyat Hastanesi ve Askeri Tatbikat Okulu, die Militärische Akademie mit Krankenhaus) und am 6. November 1903, dem Geburtstag des Sultans Abdülhamid II., die von Rieder geplante neue Medizinische Fakultät in Haydarpaşa (Haydarpaşa'daki Mekteb-i Tıbbiy-i Şâhane).
Rieder etablierte zudem die im Osmanischen Reich um 1900 nicht bekannten Berufe Krankenschwester, Krankenpfleger und Krankenhausleiter. Auf wissenschaftlicher Grundlage hatte er am 30. Juli 1898 in seinem 44 Paragraphen umfassenden zweiten Bericht auch einen Statutenentwurf behufs Heranbildung eines Krankenpflegepersonals für das Türkische Reich verfasst, der neben allgemeinen Regelungen auch besondere Regelungen für Krankenpfleger, Kranken-(Verwundeten-)Träger sowie Medizinstudenten und Ärzte enthielt, auf dessen Grundlage eine Schule für medizinische Assistenz- und Pflegeberufe entstand, die École Impériale pour les infirmiers militaires à Constantinople.
Im Gülhane wurden Georg Deycke, der schon 1898 mit Rieder nach Istanbul gekommen war, und Julius Wieting seine Nachfolger. Rieder verunglückte beim Bau der Medizinschule in Haydarpaşa. Mit dem Ehrentitel Pascha ausgezeichnet, quittierte er nach langer Krankheit den türkischen Dienst. Er kehrte im Sommer 1904 nach Bonn zurück, wo er im Krankenhaus der Barmherzigen Brüder zu arbeiten begann. 1906 übernahm er als Chefarzt die Leitung vom Krankenhaus der Barmherzigen Brüder. An der Medizinischen Fakultät Bonn lehrte er zudem als Geheimer Medizinalrat und Professor für Chirurgie.

## Veröffentlichungen
- Das Krankenhaus Gülhane. Selbstgelebtes und Gewolltes. 2 Bände. Gustav Fischer Verlag, Jena 1903.
- Carl Weigert und seine Bedeutung für die medizinische Wissenschaft unserer Zeit. Berlin 1906.